# (3722) Urata
(3722) Urata est un astéroïde de la ceinture principale découvert le 29 octobre 1927 par l'astronome allemand Karl Wilhelm Reinmuth. Le lieu de découverte est Heidelberg (024). Sa désignation provisoire était 1927 UE.
Sa distance minimale d'intersection de l'orbite terrestre est de 0,796489 ua.